# Paranocticola
Paranocticola är ett släkte av kackerlackor. Paranocticola ingår i familjen småkackerlackor.
Kladogram enligt Catalogue of Life:
| Paranocticola | \| \| Paranocticola cubana \| \| \| \| \| \| Paranocticola venezuelana \| \| \| \| |
|               | \| \| Paranocticola cubana \| \| \| \| \| \| Paranocticola venezuelana \| \| \| \| |
|               | Paranocticola cubana                                                               |
|               |                                                                                    |
|               | Paranocticola venezuelana                                                          |
|               |                                                                                    |